# 新津街道
新津街道是中国广东省汕头市龙湖区下辖的一个街道。街道办事处成立于1992年12月，地处龙湖区中心地带，西起天山路、东至新津河、南起珠池路、北至黄河路。

## 行政区划
新津街道共辖22个社区居委会，其中7个城区居委、15个涉农社区居委（由原来的陈厝合、辛厝寮自然大村拆分而成）。